# Opera incerta

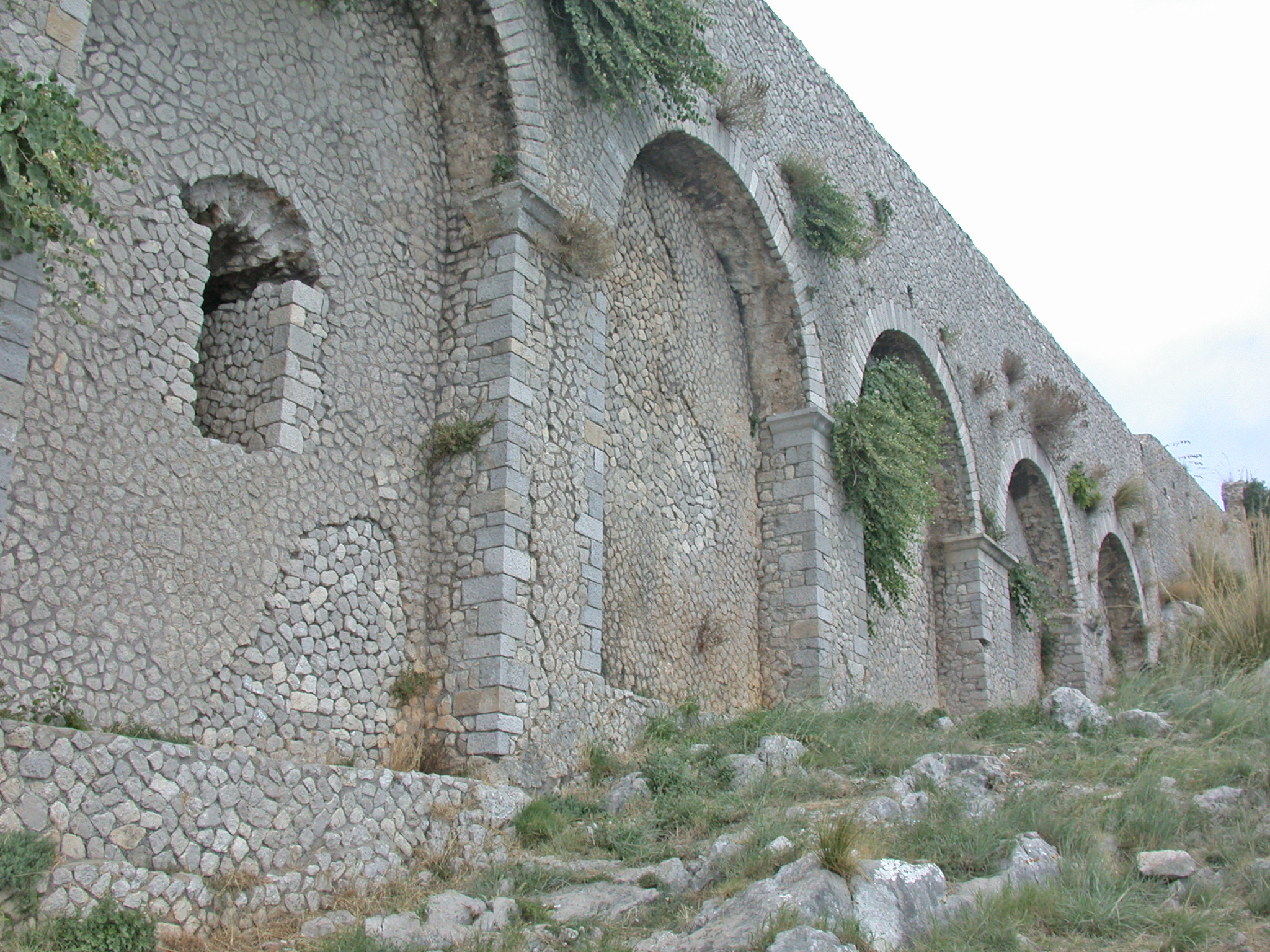
Le costruzioni in opera incerta sul fianco orientale della terrazza del santuario di Giove Anxur a Terracina (I secolo a.C.)

L'opera incerta (opus incertum) è una tecnica edilizia romana che riguarda il modo in cui è realizzato il paramento di un muro in opera cementizia. Si utilizzavano pietre di misura diseguale, poste sulla superficie con i lati combacianti tra loro, dando come risultato un disegno irregolare e casuale.
A Roma e nei dintorni fu utilizzata soprattutto dagli inizi del II secolo a.C. fino a poco dopo la metà del I secolo a.C., ma può essere presente anche in epoca successiva in costruzioni private di non grande impegno e per i terrazzamenti.
Inizialmente consisteva in una disposizione più accurata sulla superficie a vista del muro dei caementa (schegge di pietra e sassi mescolati alla malta nel cementizio romano), facendo in modo che la loro superficie visibile fosse il più possibile piana. Successivamente la tecnica si è sviluppata, tendendo a livellare la superficie del muro, a ridurre lo strato di malta tra i conci e a scegliere pietre di forma e dimensioni più regolari, arrivando a spianarne la superficie a vista.
Quando la forma dei conci è regolarizzata in modo da poter essere maggiormente accostati, con l'ulteriore diminuzione degli strati di malta interposti, si tende a parlare di "opera quasi reticolata".